# Jekaterina Fjodorowna Belaschowa
Jekaterina Fjodorowna Belaschowa, geboren Jekaterina Fjodorowna Alexejewa, (russisch Екатерина Фёдоровна Белашова; * 19. Novemberjul. / 2. Dezember 1906greg. in St. Petersburg; † 9. Mai 1971 in Moskau) war eine sowjetische Bildhauerin und Hochschullehrerin.

## Leben
Belaschowa studierte 1926–1930 am Leningrader Höheren Künstlerisch-Technischen Institut bei Robert Romanowitsch Bach, Wsewolod Wsewolodowitsch Lischew und Wassili Lwowitsch Simonow. Die anschließende Aspirantur am Institut für Proletarische Bildende Kunst bei Alexander Terentjewitsch Matwejew schloss sie 1932 ab.
Ab 1933 lebte und arbeitete Belaschowa in Moskau. Sie lehrte am Andrejew-Studio für Bildhauerfortbildung (bis 1937). Ab 1942 lehrte Belaschowa am Institut für Angewandte und Dekorative Kunst. 1945 trat sie in die KPdSU ein. 1952 wurde sie Professorin an der Moskauer Stronganow-Hochschule für Kunst und Industrie (bis 1965). Einer ihrer Studenten war Alexander Burganow. 1957 wurde sie Sekretärin und 1968 Erste Sekretärin der Union der Künstler der UdSSR. 1964 wurde sie zum Korrespondierenden Mitglied der Akademie der Künstler der UdSSR gewählt.
Belaschowas frühe Werke entsprachen dem Sozialistischen Realismus.
Belaschowa war verheiratet mit dem Bildhauer Michail Gawriilowitsch Belaschow (1905–1941), der bei Kriegsanfang in die Volksopoltschenije Moskaus ging und im September 1941 fiel. Ihr Sohn Alexander Michailowitsch Belaschow (1933–2011) war Tier-Bildhauer.
Belaschowa wurde auf dem Moskauer Nowodewitschi-Friedhof begraben.

## Ehrungen, Preise
- Orden des Roten Banners der Arbeit (1960)
- Volkskünstlerin der UdSSR (1963)[2]
- Leninorden (1966)
- Staatspreis der UdSSR (1967)[2]
- Jubiläumsmedaille „Zum Gedenken an den 100. Geburtstag von Wladimir Iljitsch Lenin“

## Werke

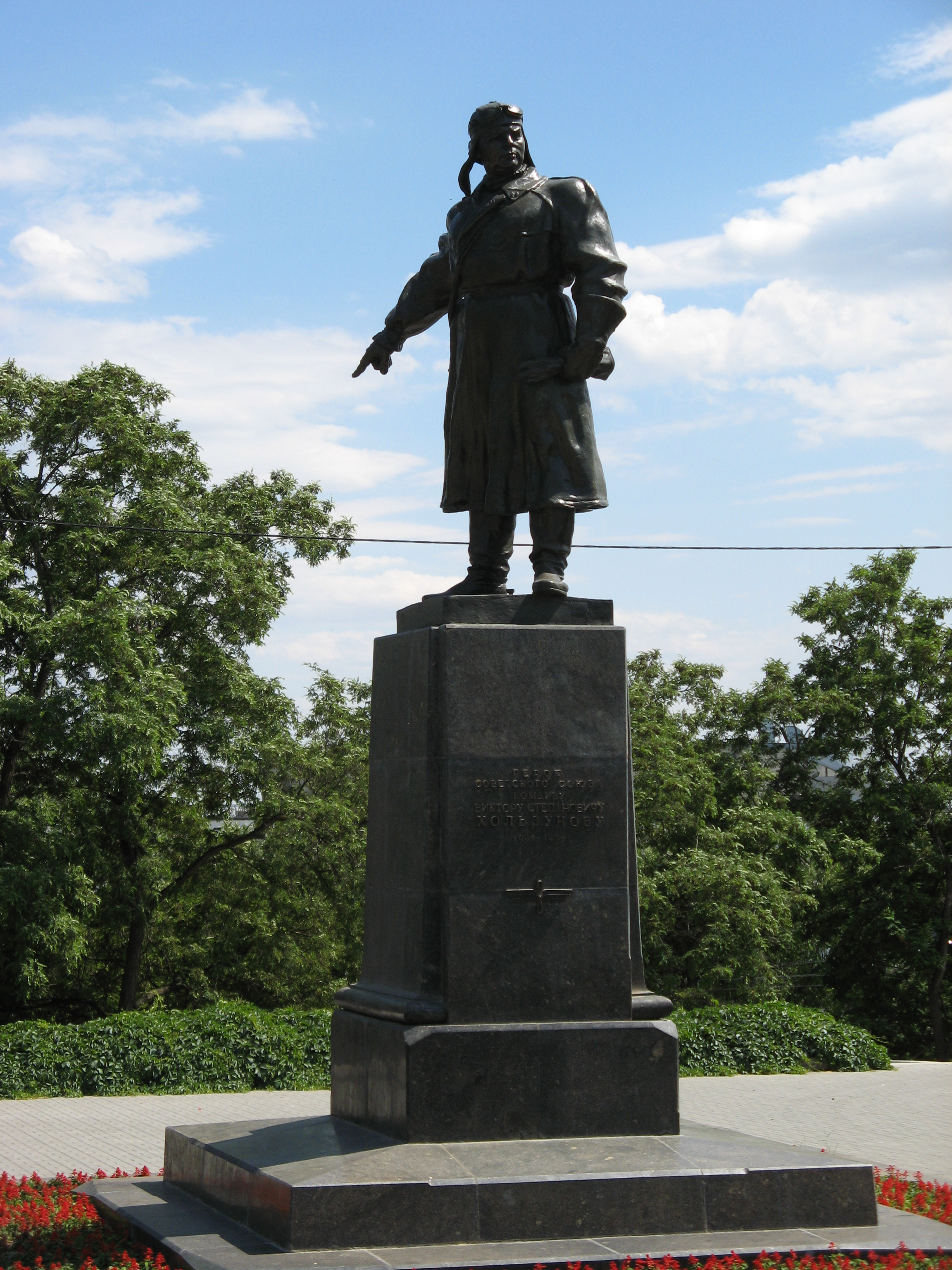
Denkmal des Helden der Sowjetunion Wiktor Stepanowitsch Cholsunow (1940 mit Michail Belaschow), Wolgograd
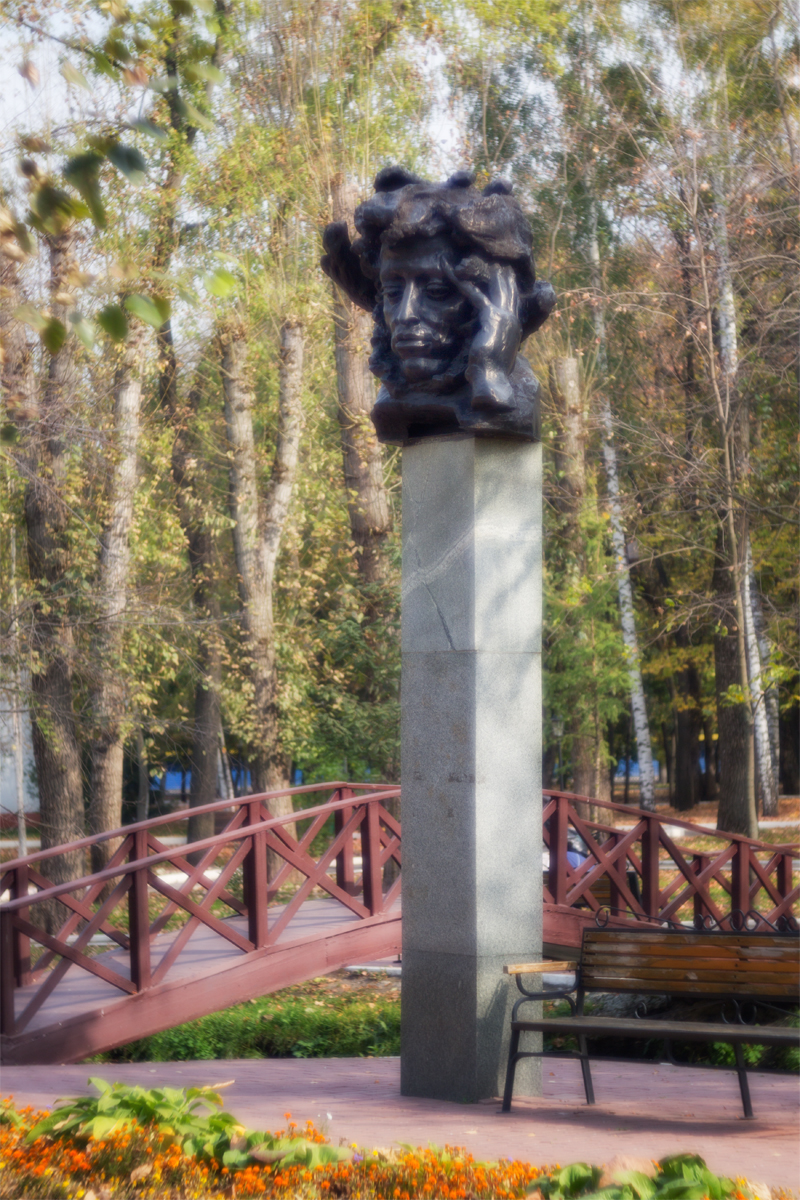
Puschkin-Denkmal (1959 Puschkinskije Gory, 1967 Moskau, 1972 Twer, 1977 Saransk)
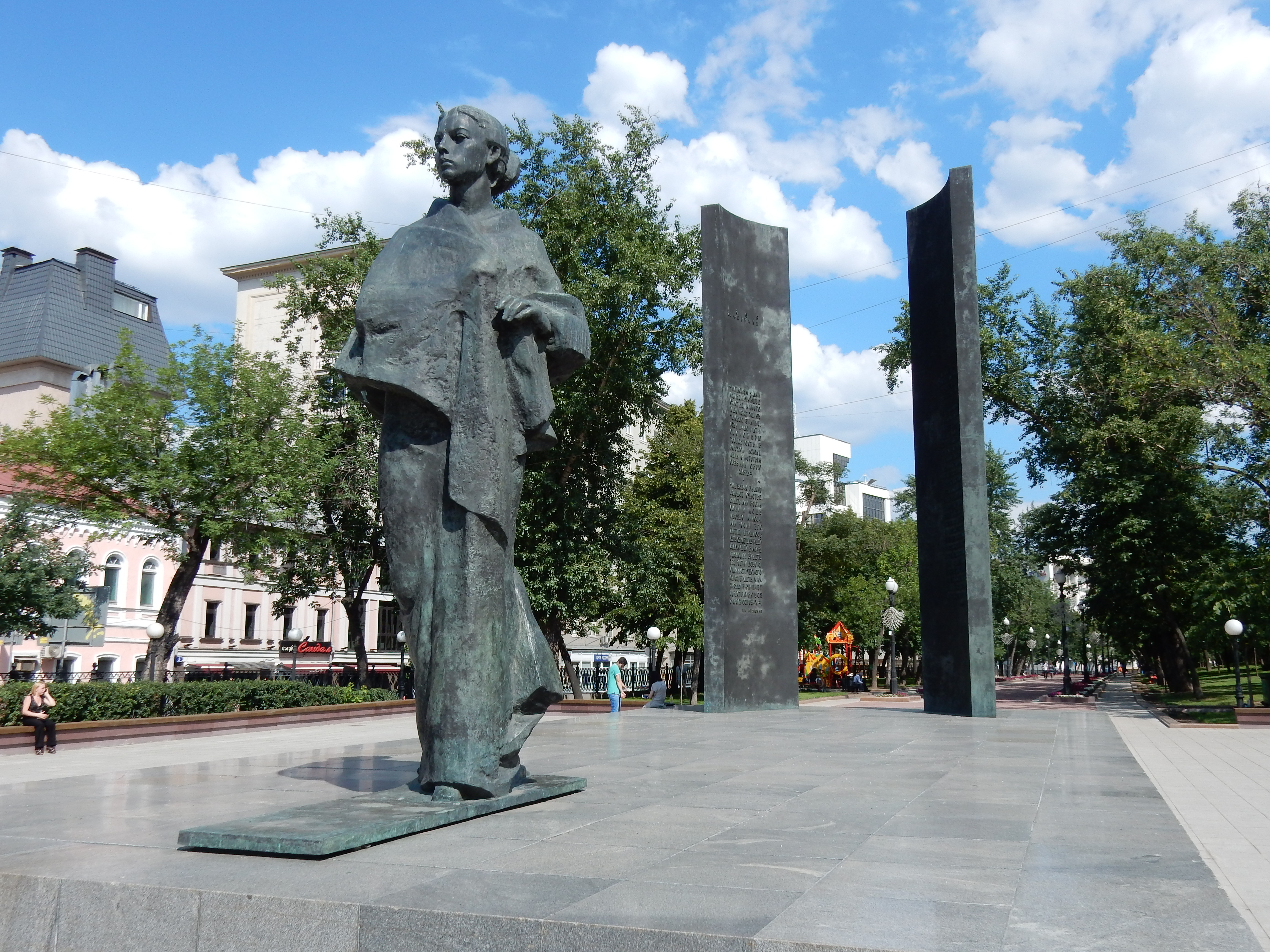
Krupskaja-Denkmal (1976 mit Alexander Belaschow), Sretinskitorplatz, Moskau